# 陳玉八
陈玉八（1926年3月12日—2011年8月4日）原越南共和国军队陆军中将。他是第一共和国時期被重用并晋升为将军（1958年晉升爲少将）的少数军官之一。他是越南共和國第二軍的首任指揮官。他还担任第二共和国时期的外交官。

## 生平
陳玉八1926年3月12日出生於美湫。

## 榮譽
- 第二等保國勳章[2]